# Egerkingen
Egerkingen ist eine politische Gemeinde im Bezirk Gäu des Kantons Solothurn in der Schweiz.

## Geographie

Luftbild (1958)

Egerkingen liegt am nordöstlichen Ende des Bezirks Gäu. Seine Nachbargemeinden sind im Norden Langenbruck, nordöstlich Hägendorf, östlich Gunzgen, südöstlich Härkingen, südlich Neuendorf, südwestlich Oberbuchsiten und im Nordwesten Holderbank SO. Somit grenzt Egerkingen an den Bezirk Olten und Bezirk Thal des eigenen Kantons, während mit dem Weiler Bärenwil in der Gemeinde Langenbruck die Grenze zum Kanton Basel-Landschaft geteilt wird. Die nördliche Hälfte wird vom Wald Unterwald bedeckt, während die südliche Hälfte Besiedelung und Ackerfelder ausmachen.

## Geschichte
Egerkingen, ein Dorf im ehemaligen Buchsgau am Jurasüdfuss, von dem der Chronist Haffner anno 1666 geschrieben hat, es sei ein halb irdisch Paradies, gehört zu den ältesten Siedlungen im Kanton Solothurn. Der Oltner Bodenforscher Theodor Schweizer hat auf dem Vorberg Ramelen ein vorgeschichtliches, jungsteinzeitliches Refugium ausgegraben. Auch die Römerzeit ist durch mehrere Fundstellen vertreten, so beim Schulhaus Kleinfeld, beim Restaurant „Halbmond“, im Dorfteil hinter der Kirche sowie bei der heutigen „Klinik Fridau“. Im „Santel“ grub man einen römischen Gutshof aus, und auch die katholische St.-Martins-Kirche steht auf römischen Mauern. 1957 wurde ein alemannisches Gräberfeld entdeckt.
Die Alamannen, die um 500 in diese Gegend vorrückten, wurden die Nachfolger der sogenannten Helvetorömer. Eine Sippe der Alemannen liess sich nach dem endgültigen Zusammenbruch des Römischen Reiches unter ihrem Führer und Namensgeber Agarich hier nieder. Der Name des Dorfes wandelte sich von Agarichingen über Egrachingen, Egrichen (erstmals urkundlich erwähnt 1201), über Egerchingen (1212) zu Egerkingen.
Aus dem Kreise der deutschsprechenden Alemannen bildeten sich aus den Führerfamilien allmählich die Adeligen heraus, deren Grafen im Namen des Königs als oberste Richter im Gäu amteten.
Die Landgrafschaft Buchsgau, mit Neuendorf und Egerkingen, wurde im Jahr 1080 von König Heinrich IV. an das Bistum Basel verschenkt. Im Jahr 1402 verkaufte Hans von Blauenstein die Burg Neu-Falkenstein und die vier Dörfer Egerkingen, Härkingen, Neuendorf und Wolfwil an die Stadt Solothurn. Mit dem Beitritt zum Hoheitsgebiet Solothurn übernahmen die Grafen von Froburg das Zepter in der Gemeinde. Diese besassen noch 1478 in Egerkingen einen urkundlich bezeugten Hof, von dem sie den Zehnten entrichtet bekamen. Im Jahr 1481 wurde Egerkingen zusammen mit Solothurn eidgenössisch.

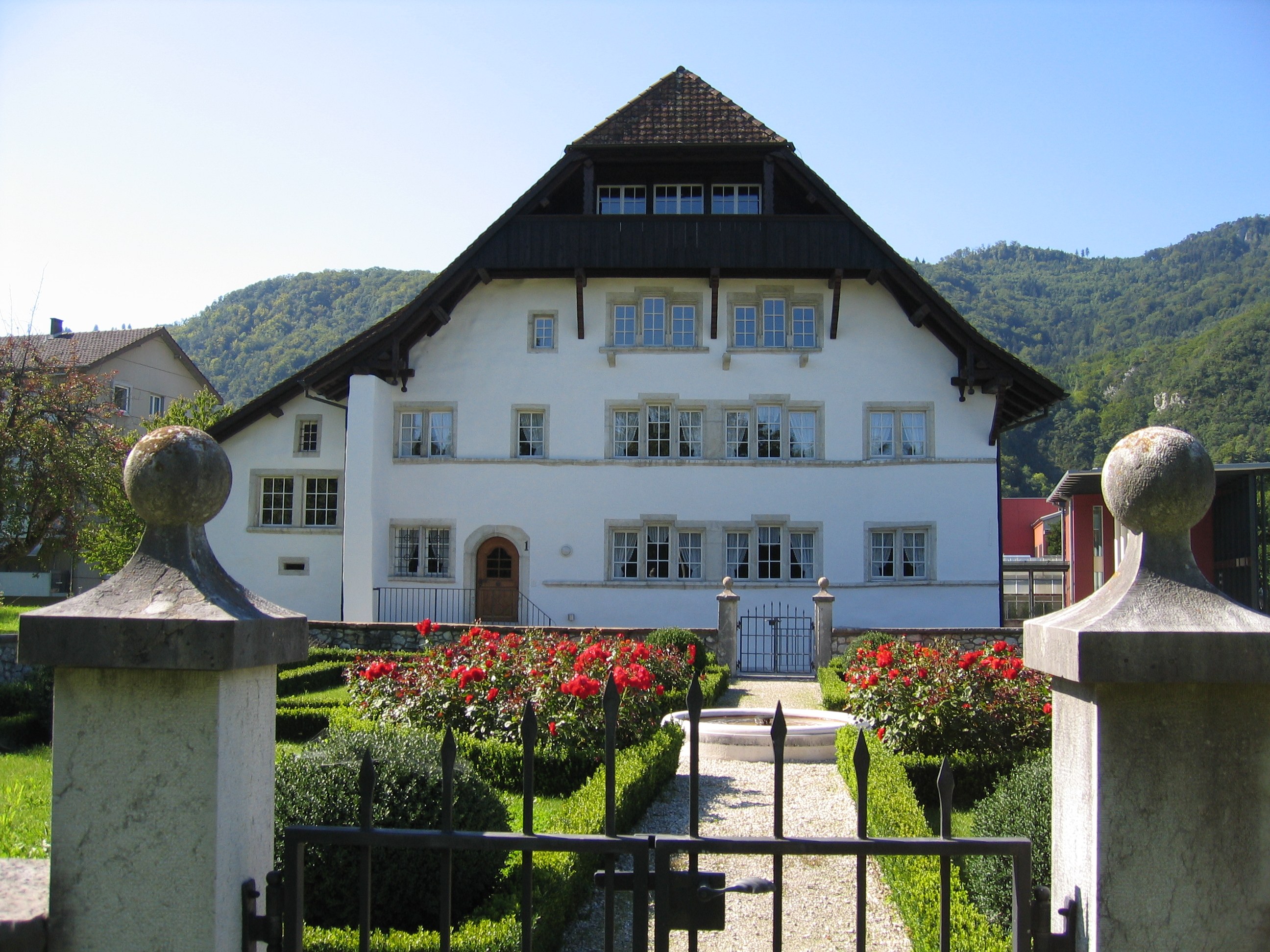
Die alte Mühle in Egerkingen mit dem französischen Garten im Vordergrund

 Noch weiter zurück geht die Geschichte der Alten (oberen) Mühle: Diese gehörte 1385 dem Ritter Hug von Falkenstein, der sie seiner Ehefrau Anna von Durrach vermachte. Die heutige Form des Gebäudes stammt aus dem Jahr 1614. Nach der Stilllegung im Jahr 1970 und der Renovation im Jahr 1991 steht die Alte Mühle als Tagungsstätte und als Ort der Begegnung der Öffentlichkeit zur Verfügung.
Das Dorf erstreckte sich um 1724 dem Flüebach entlang bis hinunter zur oberen Mühle, sodann entlang der Landstrasse vom Restaurant Halbmond bis zum Restaurant Kreuz, schliesslich am Berghang als Vorstadt bis ins „Färch“ hinauf. Der ursprüngliche Dorfkern mit Gärten und Hofstätten war zum Schutz gegen das Weidevieh mit einem Buchszaun umgeben, der sich im Gebiet der „Jakobsleiter“ und dem „Flüehloch“ bis heute teilweise erhalten hat. Die Mehrheit der Dorfbewohner ging einem handwerklichen Beruf nach: Schmied, Weber, Schneider, Seiler, Imker, Schuster, um nur einige zu nennen.

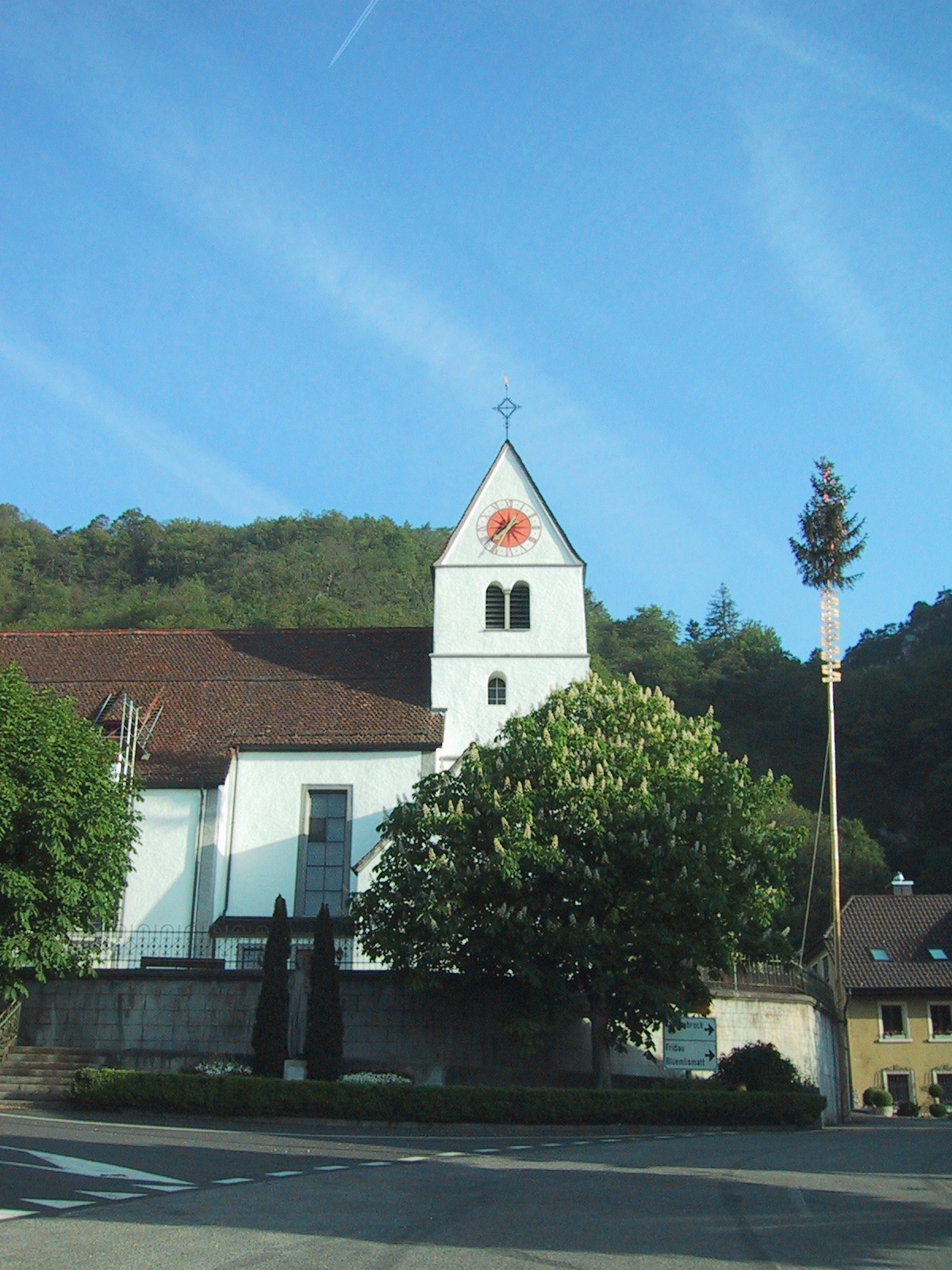
St.-Martins-Kirche Egerkingen

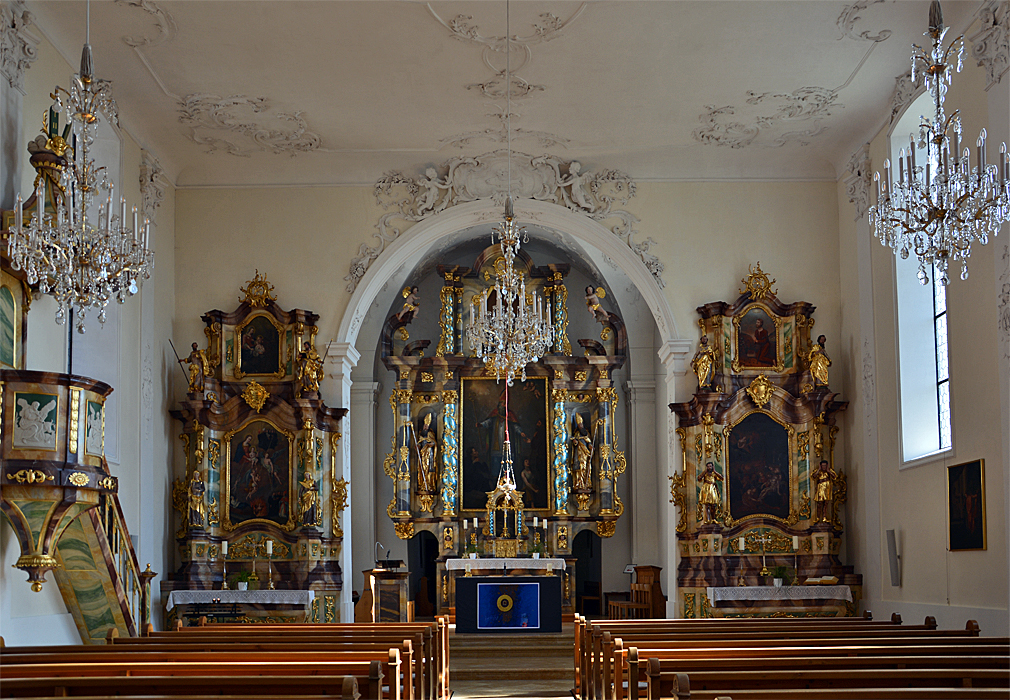
Inneres der Kirche

Die katholische St.-Martins-Kirche ist zu den ältesten Gotteshäusern der Schweiz zu zählen. Sie wurde 1294 erstmals urkundlich erwähnt und steht heute unter dem Schutz der Schweizerischen Eidgenossenschaft.
Nachdem die Eröffnung der Bahnstrecke Olten–Solothurn im Jahr 1876 nur geringe Auswirkungen auf die örtliche Industrie hatte, wurde der starke Einwohnerzuwachs in den letzten 50 Jahren hauptsächlich durch den Bau der Nationalstrassen ausgelöst, welcher die Ansiedlung einer Vielzahl von Betrieben nach sich zog. So lag Egerkingen ab 1970 am Kreuzungspunkt der beiden wichtigsten Strassenverbindungen der Schweiz, den Autobahnen A1 und A2. Diese Entwicklung war positiv für das Arbeitsplatz- wie auch das Dienstleistungsangebot.
Auch als Kongressstandort ist Egerkingen begehrt; so wird jede achte Übernachtung des Kantons Solothurn hier gebucht.

## Bevölkerung
| Bevölkerungsentwicklung | Bevölkerungsentwicklung |
| Jahr                    | Einwohner               |
| ----------------------- | ----------------------- |
| 1837                    | 0949                    |
| 1850                    | 1011                    |
| 1900                    | 0983                    |
| 1950                    | 1440                    |
| 2004                    | 2882                    |
| 2005                    | 2868                    |
| 2006                    | 2935                    |
| 2007                    | 2974                    |
| 2008                    | 3098                    |
| 2009                    | 3160                    |
| 2010                    | 3136                    |
| 2011                    | 3153                    |
| 2012                    | 3294                    |
| 2013                    | 3308                    |
| 2014                    | 3399                    |

## Verkehr
Bedeutsam für die Entwicklung der Gemeinde ist der direkte Anschluss zur Autobahn bzw. der naheliegende Autobahnkreuz.

### Bahnhof Egerkingen

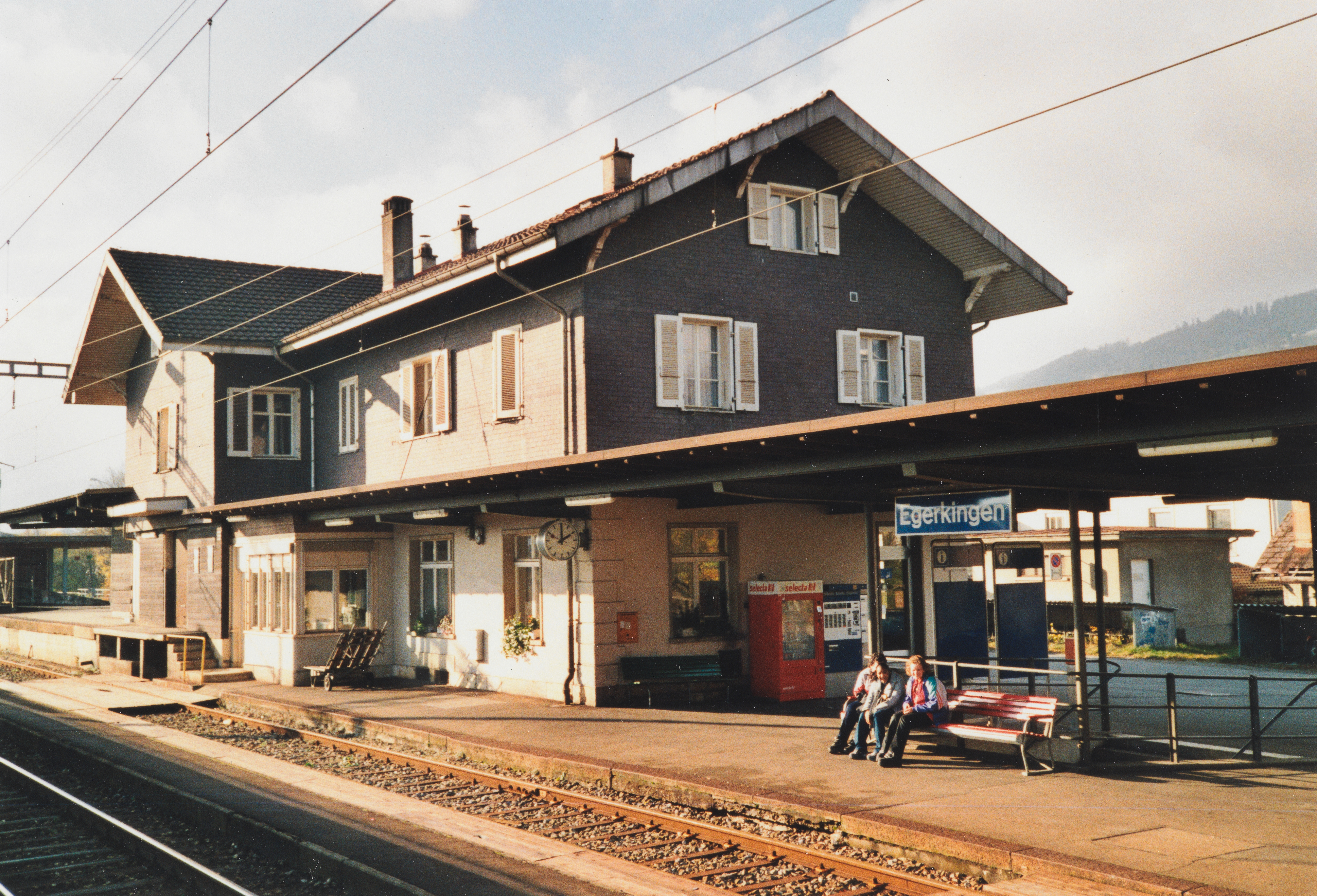
Stationsgebäude (2000)

Der Bahnhof Egerkingen wird von den Schweizerische Bundesbahnen (SBB) betrieben. Er befindet sich im Mittelpunkt eines Industrie- und Gewerbegebiets, eines Naherholungsgebiets und eines internationalen Tagungsorts. Er stand bereits im Zentrum von Umbaumassnahmen und weitere bauliche Veränderungen für zukünftige Bedürfnisse sind im Gange. Es besteht der Bedarf, das Öffentliche Verkehrs- (ÖV) Angebot in Egerkingen zu optimieren.

#### Bauprojekte
Der Bahnhof Egerkingen steht beziehungsweise stand im Zentrum von zwei Bauprojekten. Einerseits wurde der Bahnhof für Reisende mit Behinderung angepasst und andererseits wird der Bahnhof zur «Intermodalen ÖV-Drehscheibe» für die Region werden. Der Ausbau des Bahnhofs Egerkingen ermöglicht mehr Komfort im Bus- und Bahnverkehr, im Bahnhof sowie beim Bahnhofzugang. Es war geplant, dass die beiden Veränderungen sich ergänzen und auch zeitlich zusammenfallen. Durch Verzögerungen beim Bauprojekt der «ÖV-Drehscheibe» begannen die Bauarbeiten jedoch zeitlich versetzt.
Behindertengerechter Umbau

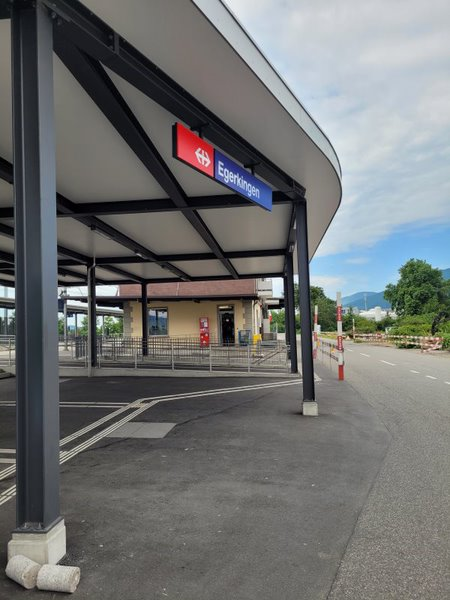
Die Nordseite des Bahnhofs Egerkingen (2024)

Im Juni 2021 begannen die Vorbereitungsarbeiten für den behindertengerechten Umbau des Bahnhofs Egerkingen. Das Projekt konnte gegen Ende des Jahres 2023 abgeschlossen werden. Es mussten vier Fahrleitungsmasken, inklusive der Fundamente, verlegt werden. Die wichtigsten Neuerungen sind drei Rampen, welche gebaut werden mussten, damit die bereits rollstuhlgängige Unterführung nun auch per Rollstuhl erreichbar ist. Das Perron auf dem Gleis 2 war zu niedrig für Rollstuhlfahrer und musste für den hindernisfreien Zugang um 55 Zentimeter erhöht werden. Dadurch können Reisende am Bahnhof Egerkingen nun stufenfrei ein- und aussteigen. Dies ist sowohl für Rollstuhlfahrende als auch für Reisende mit Gepäck und Kinderwagen ein Komfortgewinn und beschleunigt das Umsteigen. Dies wiederum dient der Pünktlichkeit der Züge.
Bauprojekt «Intermodale ÖV-Drehscheibe»
Im Rahmen des Agglomerationsprogramms AareLand wird der Bahnhof Egerkingen zur «Intermodalen ÖV-Drehscheibe» ausgebaut. Die Agglomeration AareLand profitiert vom Infrastrukturfonds des Bundes, welcher seit 2008, während 20 Jahren, insgesamt sechs Milliarden Franken für die Mitfinanzierung von Verbesserungen der Verkehrsinfrastrukturen in Städten und Agglomerationen zur Verfügung stellt.
Das Ziel des Projekts «Intermodale ÖV-Drehscheibe» ist es, dass der Bahnhof Egerkingen durch den Ausbau für Zug, Bus, Auto- und Velofahrer sowie für Fussgänger ein Knotenpunkt wird. Sowohl der Bund als auch der Kanton werden jeweils eine Million Franken der Kosten übernehmen. Die Gemeinde Egerkingen trägt die restlichen 20 Prozent der Kosten. Der Ursprung dieses Projekts ist der Umstand, dass ab dem Jahr 2027 der Bahnhof Egerkingen im Halbstundentakt von einem Regionalexpress der SBB bedient werden soll und dadurch zur Verknüpfung zwischen Solothurn und Zürich gehören wird. Dafür sind bauliche Veränderungen notwendig.
Mit der Realisierung der «Intermodalen ÖV-Drehscheibe» wird die Qualität des Verkehrssystems verbessert, die Siedlungsentwicklung nach innen im Bahnhofbereich gefördert und die Verkehrssicherheit erhöht. Der Verkehr soll beruhigt und das Umsteigen vom motorisierten Individualverkehr auf den öffentlichen Verkehr und/oder den Langsamverkehr ausgebaut werden. Nebst dem Ausbau des Bahnhofs Egerkingens werden weitere Veränderungen vorgenommen werden. Geplant sind je zwei Buskanten in beide Fahrtrichtungen, eine Bike-und-Rail-Anlage mit 60 Velostellplätzen auf der Nordseite des Bahnhofs, ein Park-und-Rail-Angebot für 32 Parkplätze und ein Mobility-Standort. Ausserdem werden im Zuge der Realisierung der «Intermodalen ÖV-Drehscheibe» die notwendigen Anpassungen der Werkleitungen Wasser und Abwasser vorgenommen. Dadurch wird der gesamte Bereich der «ÖV-Drehscheibe» korrekt entwässert. Zudem wird die Beleuchtung des Bahnhofs angepasst.
Ursprünglich war der Abschluss des Bauprojekts per Fahrplanwechsel 2018/2019 geplant. Durch die längere Planungsphase und die zeitliche Verzögerung der Projektumsetzung konnte dieser Termin nicht eingehalten werden. Die Bauarbeiten für die «Intermodale ÖV-Drehscheibe» werden von Mitte Juni 2024 bis Mitte Dezember 2025 durchgeführt. Die ersten Arbeiten begannen am 17. Juni 2024. Mit der Umsetzung der «ÖV-Drehscheibe» soll sich die Situation am Bahnhof Egerkingen für ankommende und abfahrende Busse, Fahrgäste sowie für Passanten merklich verbessern.

## Sehenswürdigkeiten
Die katholische St. Martins-Kirche im historischen Dorfteil im Norden und die reformierte Pauluskirche im Süden sind Merkmale für das Dorf. In unregelmässigen Abständen leuchtet oberhalb der Jakobsleiter ein grosses Holzkreuz, welches durch eine Wohltätigkeitsgruppierung der katholischen Martingemeinde errichtet wurde.
Im „Santel“ oberhalb von Egerkingen befindet sich eine Muttergotteskapelle, auch bekannt als Santel-Kapelle. Dahinter befindet sich eine kleine Lourdesgrotte. 

## Wappen
Das Wappen von Egerkingen zeigt auf blauem Hintergrund einen grünen Zweiberg mit je einer grünen Tanne, oben beseitet von drei gelben Lilien, wovon die mittlere gestürzt ist.

## Persönlichkeiten
- Christoph Schwager (* 1957), römisch-katholischer Theologe, Schauspieler, Autor und Regisseur
- Reto von Arx (* 1976), Eishockeyspieler